# Isabelle Rougerie
Pour les articles homonymes, voir Rougerie.
Isabelle Rougerie est une actrice française.
Elle est également auteur-compositeur-interprète. 

## Biographie
Fille de Jean Rougerie et sœur de Sylvain Rougerie, également comédiens, elle a étudié au cours Florent et au Conservatoire national supérieur d'art dramatique (promo 1983).

## Filmographie

### Cinéma
- La Pension des surdoués de Pierre Chevalier
- Je suis venu vous dire... de Pierre-Henri Salfati
- Enfin veuve d'Isabelle Mergault
- T'aime de Patrick Sébastien
- La Cible de Pierre Courrège
- Corps z'à corps d'André Halimi
- On a volé Charlie Spencer de Francis Huster

### Télévision
- En immersion de Philippe Haïm
- Platane de Denis Imbert et Éric Judor
- Camus de Laurent Jaoui
- Joséphine, ange gardien de Jean-Marc Seban
- 2003 : Julie Lescaut, épisode 1 saison 12, La tentation de Julie de Klaus Biedermann : Ariane
- Sauveur Giordano de Pierre Joassin
- Un amour de cousine de Pierre Joassin
- Navarro de Patrick Jamain
- Les Nuits révolutionnaires de Charles Brabant
- M'as-tu vu de Jean-Michel Ribes
- Les Idées fausses d'Éric Le Hung
- Joëlle Mazart de Jean-Claude Charnay
- Messieurs les jurés d'André Michel

### Doublage
- depuis 2022 : Transformers: EarthSpark : Nova Storm
- 2023 : Spider-Man : Across the Spider-Verse : voix additionnelles
- 2023 : Tout le monde aime les diamants : ? (?)
- 2023 : Bosch: Legacy : ? (?) (saison 2)

## Théâtre
- "Betty's Family" de Isabelle Rougerie et Fabrice Blind. Mise en scène de Stéphane Bierry- Théâtre La Bruyère
- "Deux ans et trois jours..." de Arnaud Romain, Isabelle Rougerie, Fabrice Blind Mise en scène Stéphane Bierry - Théâtre des Corps Saints Avignon
- Chambre 108 de Gérald Aubert Mis en scène Bruno Bernardin- Théâtre des deux Rives Charenton
- Dix Petits Nègres adapté par Sébastien Azzopardi, mis en scène par Ivana Coppola — Carré Bellefeuille Boulogne-Billancourt
- Les riches reprennent confiance de Louis-Charles Sirjacq, mis en scène par Étienne Bierry — Théâtre de Poche & tournée
- Œdipe 2007 à Colone de Roger Planchon, mis en scène par Roger Planchon — Festivals de Parme & Turin Studio 24 Villeurbannes
- Turcaret d'Alain-René Lesage, mis en scène par Jean Galabru — Festivals d’été
- Monsieur Amédée d'Alain Reynaud-Fourton, mis en scène par Jean Galabru — Tournée
- Les Rustres de Carlo Goldoni, mis en scène par Francis Joffo — Tournée
- Les Directeurs de Daniel Besse, mis en scène par Étienne Bierry Théâtre de Poche (Molière 2001 Meilleur auteur & Molière 2001 Meilleur spectacle de création)
- Dentiste pour dames, mis en scène par Gérald Papasian — Théâtre Firmin Gémier et Théâtre Déjazet
- Hortense a dit : « Je m'en fous ! » de Georges Feydeau, mis en scène par Michel Galabru — Tournée
- Les Petites Femmes de Maupassant de Roger Défossez, mis en scène par Michel Fagadau — Studio des Champs-Elysées
- Scènes de cœur (montage sur Sacha Guitry), mis en scène par Jean Galabru — Théâtre Montmartre Galabru
- Les Marchands de gloire de Marcel Pagnol, mis en scène par Michel Fagadau — Comédie des Champs-Élysées et Tournée
- L'Ours d'Anton Tchekhov, mis en scène par Antoine Seguin — Tournée
- Flouze d'Yvon Amard et Robert Macia, mis en scène par Jean-Daniel Laval — Théâtre Essaïon
- Le Spectacle de fin d'année, mis en scène par Les crétins verts — Théâtre Déjazet
- Fais une pause, on est dimanche, mis en scène par Elianne Galet — Centre Beaumarchais
- Les Rencontres du Palais-Royal
- Les Précieuses ridicules de Molière, mis en scène par Jean-Luc Moreau — Théâtre du Palais Royal
- Les Jeux de la nuit, mis en scène par Diane Nierderman — Théâtre du Bec Fin
- Moi d'Eugène Labiche, mis en scène par Jean Rougerie — Comédie de Paris et Théâtre Hébertot
- Madame de Sade de Yukio Mishima, mis en scène par Claude Alexis — Centre Culturel de Créteil
- Pierrot ou les Secrets de la nuit de Michel Tournier, mis en scène par James Sparrow — Tournée Antilles
- Delphine et Marinette de Marcel Aymé, mis en scène par Roger Desmare — Tournée Antilles
- La Gioconda de Gabriele D'Annunzio), mis en scène par Jean Rougerie — Théâtre du Lucernaire
- Les Nibelungs, mis en scène par Jean Rougerie — Théâtre Firmin Gémier

Auteure:
- "2 ans et 3 jours"
- "Steven et Joy"
- "La nuit je mens..."
- "Moi vouloir toit"
- " L'agence"

## Émissions de télévision
- Le Grand Bluff de Patrick Sébastien
- Garçon la suite de Patrick Sébastien
- Super Nana de Patrick Sébastien
- Ozons de Patrick Sébastien
- De l'autre côté du miroir de Patrick Sébastien